# Pedoulás
Pedoulás är en ort i Cypern.   Den ligger i distriktet Eparchía Lefkosías, i den centrala delen av landet, 50 km väster om huvudstaden Nicosia. Pedoulás ligger 872 meter över havet och antalet invånare är 199. Den ligger på ön Cypern.
Terrängen runt Pedoulás är kuperad åt nordväst, men åt sydost är den bergig. Trakten runt Pedoulás är glesbefolkad, med 20 invånare per kvadratkilometer. Närmaste större samhälle är Léfka, 16,1 km norr om Pedoulás. 